# Juan Pablo Úbeda
Juan Pablo Úbeda Pesce (Santiago, 31 de julio de 1980) es un exfutbolista chileno, cuya posición era la de delantero.  
Se hizo famoso por celebrar los goles con una máscara de Spider-Man.
Tiene una peña llamada “Spidergol”. 
Después del retiro, Úbeda se ha dedicado a ser piloto de carreras de competición de turismos.

## Trayectoria
Juan Pablo debutó como profesional en 1997 en Unión Española ese mismo año su equipo descendió, aquello  le dio mayor participación, esto sumado a su participación en la Sub-17 llamó la atención de la Sampdoria, equipo que lo integró a sus filas en donde no logró jugar en el primer equipo.
A mitad del año 2000 llega a Universidad Católica donde tiene un mal paso.
Luego vuelve a su primer club Unión Española, en el que se hizo conocido por su costumbre de celebrar sus goles con una máscara de Spider-Man  que sacaba de su ropa interior. Ocurrió cuando, con motivo del Día del Niño, Úbeda y sus compañeros decidieron hacer un guiño a los más pequeños luciendo una máscara de Spider-Man (con motivo de la película dedicada al superhéroe que se estrenó en 2002). El primero que marcara lo haría, y fue Úbeda el que lo logró. La celebración tuvo éxito y se quedó con ella. Gracias a esta celebración, Úbeda se ganó el sobrenombre de ‘Spidergol’. Posteriormente ficha en Colo-Colo donde siguió con el buen rendimiento y con su particular celebración. Tanto en los "hispanos" como en el "cacique" tuvo sus mejores momentos, y sus mejores números. 
Después se marcha a jugar en equipos de España como Ciudad de Murcia, donde no logra continuidad  y el Alicante donde por culpa de las lesiones no logra regularidad. 
Más tarde tuvo pasos por Unión Española y Everton en donde no tuvo buenos rendimientos teniendo bastante participación  pero no logrando la consistencia necesaria frente al arco rival. Se marcha a Palestino en donde en la última parte del año logra un buen rendimiento.Tiene pasos fugaces por el Zamora donde no jugó y por el Lanciano. A mitad de año vuelve a jugar a su país en Palestino donde empezó con un buen rendimiento pero paulatinamente perdió la titularidad. A mediados de 2008 acepta la propuesta del club mexicano Lobos de la BUAP en donde comparte dupla de ataque con su compatriota Luis Ignacio Quinteros tuvo buenas actuaciones sin lograr el objetivo del ascenso. 
Después de estar 6 meses sin jugar debido a una operación de ernia lumbar en 2010 fichó por Curicó Unido  de la Primera B  con un rendimiento irregular y un año lleno de lesiones, a mitad de temporada fue despedido de la institución, por estas razones sumado a su vida relacionada con la farándula y las fiestas nocturnas decide retirarse del futbol.

## Clubes
| Club                 | País   | Año       |
| -------------------- | ------ | --------- |
| Unión Española       | Chile  | 1997-1998 |
| Sampdoria            | Italia | 1998-1999 |
| Universidad Católica | Chile  | 2000      |
| Unión Española       | Chile  | 2001-2002 |
| Colo-Colo            | Chile  | 2003-2004 |
| Ciudad de Murcia     | España | 2004      |
| Alicante             | España | 2005      |
| Unión Española       | Chile  | 2005      |
| Everton              | Chile  | 2006      |
| Palestino            | Chile  | 2006      |
| Zamora               | España | 2007      |
| Lanciano             | Italia | 2007      |
| Palestino            | Chile  | 2007-2008 |
| Lobos de la BUAP     | México | 2008-2009 |
| Curicó Unido         | Chile  | 2010      |